# Vengeance (2002)
Vengeance (2002) foi um evento de wrestling profissional em formato pay-per-view realizado pela World Wrestling Entertainment, ocorreu no dia 21 de Julho de 2002 no Joe Louis Arena em Detroit, Michigan. Esta foi a segunda edição da cronologia do Vengeance. No evento principal The Rock derrotou Undertaker e Kurt Angle para vencer o WWE Undisputed Championship.

## Resultados
| #                              | Lutas                                                                             | Estipulação                                          | Tempo |
| ------------------------------ | --------------------------------------------------------------------------------- | ---------------------------------------------------- | ----- |
| Sunday Night Heat              | Goldust derrotou Steven Richards.                                                 | Singles match                                        | 03:49 |
| 1                              | Bubba Ray Dudley e Spike Dudley derrotaram Eddie Guerrero e Chris Benoit.         | Elimination Tables match                             | 14:59 |
| 2                              | Jamie Noble (c) (com Nidia) derrotou Billy Kidman.                                | Singles match pelo WWE Cruiserweight Championship    | 07:34 |
| 3                              | Jeff Hardy (c) derrotou William Regal.                                            | Singles match pelo WWE European Championship         | 04:16 |
| 4                              | John Cena derrotou Chris Jericho                                                  | Singles match                                        | 06:21 |
| 5                              | Rob Van Dam (c) derrotou Brock Lesnar (com Paul Heyman) por desqualificação.      | Singles match pelo WWE Intercontinental Championship | 09:38 |
| 6                              | Booker T derrotou The Big Show.                                                   | No Disqualification match                            | 06:12 |
| 7                              | The Un-Americans (Lance Storm e Christian) derrotaram Hollywood Hogan e Edge (c). | Tag Team match pelo World Tag Team Championship      | 10:00 |
| 8                              | The Rock derrotou Kurt Angle e Undertaker (c).                                    | Triple Threat match pelo WWE Undisputed Championship | 19:35 |
| (c) - Campeão(s) antes da luta |                                                                                   |                                                      |       |